# Sacciolepis otachyrioides
Sacciolepis otachyrioides är en gräsart som beskrevs av Emmet J. Judziewicz. Sacciolepis otachyrioides ingår i släktet Sacciolepis och familjen gräs. Inga underarter finns listade i Catalogue of Life.